# Overlade (plaats)
Overlade is een plaats in de Deense regio Noord-Jutland, gemeente Vesthimmerland. De plaats telt 528 inwoners (2008).